# 이슬기 (국악인)
이슬기(1981년 1월 11일 ~ )는 가야금 연주자다.

## 생애
학창 시절부터 뛰어난 재능을 보이며 전국 가야금 경연대회 대상, 전주 대사습놀이 기악부 장원, 국립국악원 주최 전국 국악 경연대회 대통령상 등을 수상하였다. 일반인들이 쉽게 접하기 어려운 국악 연주를 재즈, 뉴에이지, 펑크 등 다양한 장르와 결합한 크로스오버로 선보임으로써 주목을 받고 있을 뿐만 아니라 해외에서도 활발히 활동하여 국악의 세계화에 많은 기여를 하고 있다.
2006년부터 2008년까지 FEBC FM에서 이슬기의 'Praise in 국악' 방송의 진행을 맡기도 하였으며, 다양한 라디오 방송 및 TV 방송에 출연하여, 직접 가야금을 연주할 뿐만 아니라 인터뷰 등으로 가야금의 아름다움을 알리는데 힘쓰고 있다. 중요무형문화재 제23호인 "가야금 산조 및 병창"의 이수자이다.
대표적으로 코레일(한국 철도공사)의 고속열차 ktx의 종착역 음악으로 대중들에게 이름을 알렸다.

## 학력
- 국립국악중학교
- 국악고등학교
- 서울대학교 음악대학 국악과 학사
- 서울대학교 대학원 음악학과 국악기악 전공 석사과정 졸업, 음악학석사 (학위논문명 : 25현 가야금과 비올라를 위한 '저녁노래 V'의 분석 연구)
- 서울대학교 대학원 음악학과 국악기악 전공 박사과정 졸업, 음악학박사 (학위논문명 : 가야금 줄풍류의 전승 지역별 음악적 특징)

## 경력
- (전)KBS 국악관현악단 단원
- 사단법인 예가회 단원
- 해외 연주
  - 1998 미국 워싱턴 메릴랜드 대학 초청 공연
  - 1999 제14회 세계민속축제 참가, 이스라엘(예루살렘, 텔아비브) 순회공연
  - 2000 일본 요코하마시 주최 2002년 월드컵 공동주최 축하음악회, 미나토미라이홀
  - 2002 미국 UCLA 대학 초청 연주
  - 2002 GRAND CONCERT WITH JE-GA 스웨덴, 덴마크 북유럽 초청 공연
  - 2005 세계 침례교회 100주년 기념, 영국 버밍엄 심포니홀
  - 2005 광복 60주년 기념 "세계평화 시인대회" 가야금 독주, 금강산
  - 2006. 8. 영국 에딘버러 “프린지 페스티벌”참가 및 독주회 개최
  - 2006. 12. “Dream of Gaya”, 미국 뉴욕 카네기홀
  - 2008. 04. “Beautiful Friends Concert” 참가, 일본 동경 기오이홀
  - 2009 뉴욕 "Where Sounds Blossom" 독주회
  - 2010. 1. 스위스 다보스 세계경제포럼(WEF) 연차 총회에 한국 전통악기 연주자 대표로 참석, 한국의 밤(Korea Night) 2010 무대에서 연주

- 국내 연주
  - 2002 .3. 금호 영아티스트 콘서트, 이슬기 가야금 독주회, 금호아트홀
  - 2004. 8. 2004 코리안 심포니 ‘한국영화의 힘’가야금 연주, 예술의 전당 콘서트홀
  - 2005. 5. 제 2회 이슬기 가야금 독주회, “현의 노래”, 한국문화의집 (KOUS)
  - 2006. 4. 제 3회 이슬기 가야금 콘서트, “Green Cafe”, 이화여고 100주년 기념관
  - 2006. 8. EBS SPACE “공감” 방송 및 공연 -이슬기 가야금 콘서트-
  - 2008 김현철 수와레 콘서트
  - 2010. 문화체육관광부 주최 덕수궁 공연 "국악, 새롭게 주목하다"
  - 2010. 3. KBS제주 특별음악회 《가야금 연주자 이슬기 'Blossom'》, 한라아트홀 대극장
  - 2010. 12. 창동 단독 연주회

## 음반
- 2005. 5. 1집 《현의 노래》(12현 산조, 풍류)
- 2006. 3. 2집 《In the Green Cafe》(크로스오버)
- 2008. 6. 3집 《꽃내음, 그 3번째 향기 (Blossom)》(크로스오버)

## 수상
- 1998 제14회 동아국악콩쿨 은상
- 1998년 전주대사습놀이 고등부 기악부 장원
- 1999년 한밭가야금경연대회 일반부 최우수상
- 2000 제16회 동아국악콩쿨 은상
- 2001년 전국 국악경연대회 일반부 대통령상